# Iris Vos
Iris Vos (* 15. Oktober 2002) ist eine niederländische Volleyballspielerin.

## Karriere
Vos begann ihre Karriere beim Dolderse Sportclub und spielte anschließend beim SV Irene Bilthoven. 2017 kam sie erstmals in der niederländischen Nachwuchs-Nationalmannschaft zum Einsatz. 2018 ging sie zum Talentteam Papendal. 2022 wurde die Außenangreiferin erstmals in die A-Nationalmannschaft berufen und gab ihr Debüt in der Nations League. Im selben Jahr wechselte sie zu Sliedrecht Sport. Auch 2023 spielte sie in der VNL. Danach ging sie zum belgischen Erstligisten Asterix Avo Beveren. 2025 kam Vos erneut in der Nations League zum Einsatz. Zur Saison 2025/26 wechselte sie zum deutschen Bundesligisten SSC Palmberg Schwerin.